# 长光卫星技术股份有限公司
长光卫星技术股份有限公司（简称：长光卫星）是中华人民共和国的一家商业遥感卫星公司。

## 历史
长光卫星于2014年12月1日成立，由吉林省政府、中科院长春光机所、社会资本以及技术骨干出资成立，是中国第一家商业遥感卫星公司。
截至2022年8月，长光卫星通过17次发射成功将共70颗“吉林一号”卫星送入太空，建成了中国目前最大的商业遥感卫星星座。

## 主要业务
长光卫星的主要业务包括：
- 卫星系统及其部组件的研发及制造、载荷系统研发及制造、卫星检测系统及设备研发
- 卫星地面系统开发、建设，卫星跟踪、控制、监视、显示设备制造、设计
- 卫星应用系统及相关设备开发、设计、销售；光学仪器研发、制造及检测
- 卫星相关工程的开发与承揽
- 卫星遥感信息产品的研发、生产、销售及相关服务
- 卫星设备的销售和维修服务
- 卫星、遥感信息相关的技术咨询与技术服务
- 政务软件开发；计算机信息系统集成服务；道路货物运输；航天系统集成；进出口业务；大型货物道路运输；增值电信服务。

## 主要产品

### 吉林一号
“吉林一号”星座是长光卫星在建的核心工程，计划由138颗涵盖高分辨、大幅宽、视频、多光谱等系列的高性能光学遥感卫星组成。
该星座的目标是可对全球任意地点实现每天23~25次重访，具备全球一张图一年更新1次、全国一张图一年更新6次的能力。